# المادة الرمادية (اختلال ضال)
«المادة الرمادية» (بالإنجليزية: Gray Matter)‏ هي الحلقة الخامسة للموسم الأول من مسلسل إيه إم سي التلفزيوني الدرامي اختلال ضال. كتبتها باتي لين وأخرجتها تريشيا بروك، بُثَّت على إيه إم سي في الولايات المتحدة وكندا في 24 فبراير 2008.

## وصلات خارجية
- «المادة الرمادية» على إيه إم سي (بالإنجليزية)
- «المادة الرمادية» على قاعدة بيانات الأفلام على الإنترنت (بالإنجليزية)